# レーヴェンシュタイン＝ヴェルトハイム家

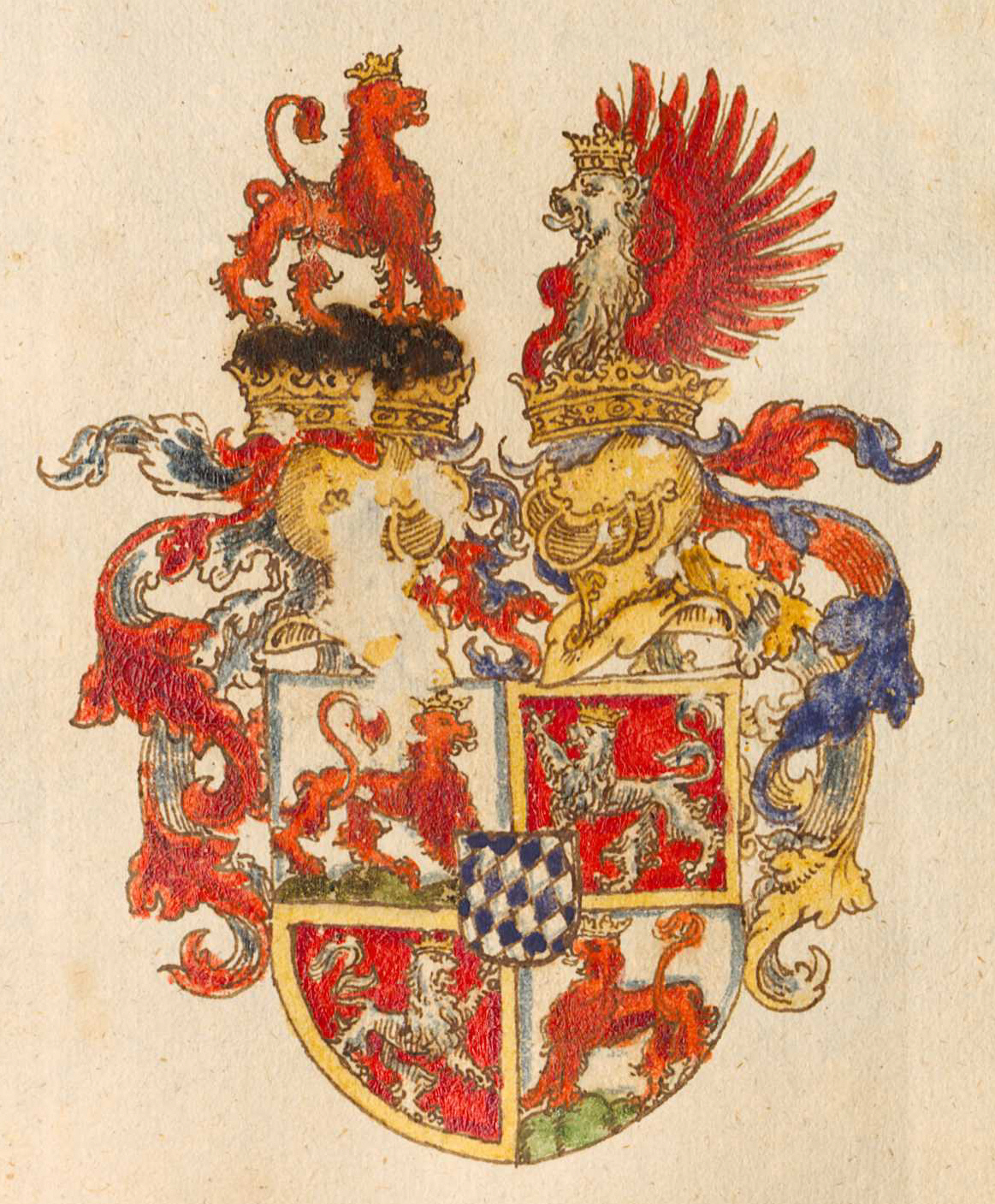
レーヴェンシュタイン＝ヴェルトハイム家の紋章

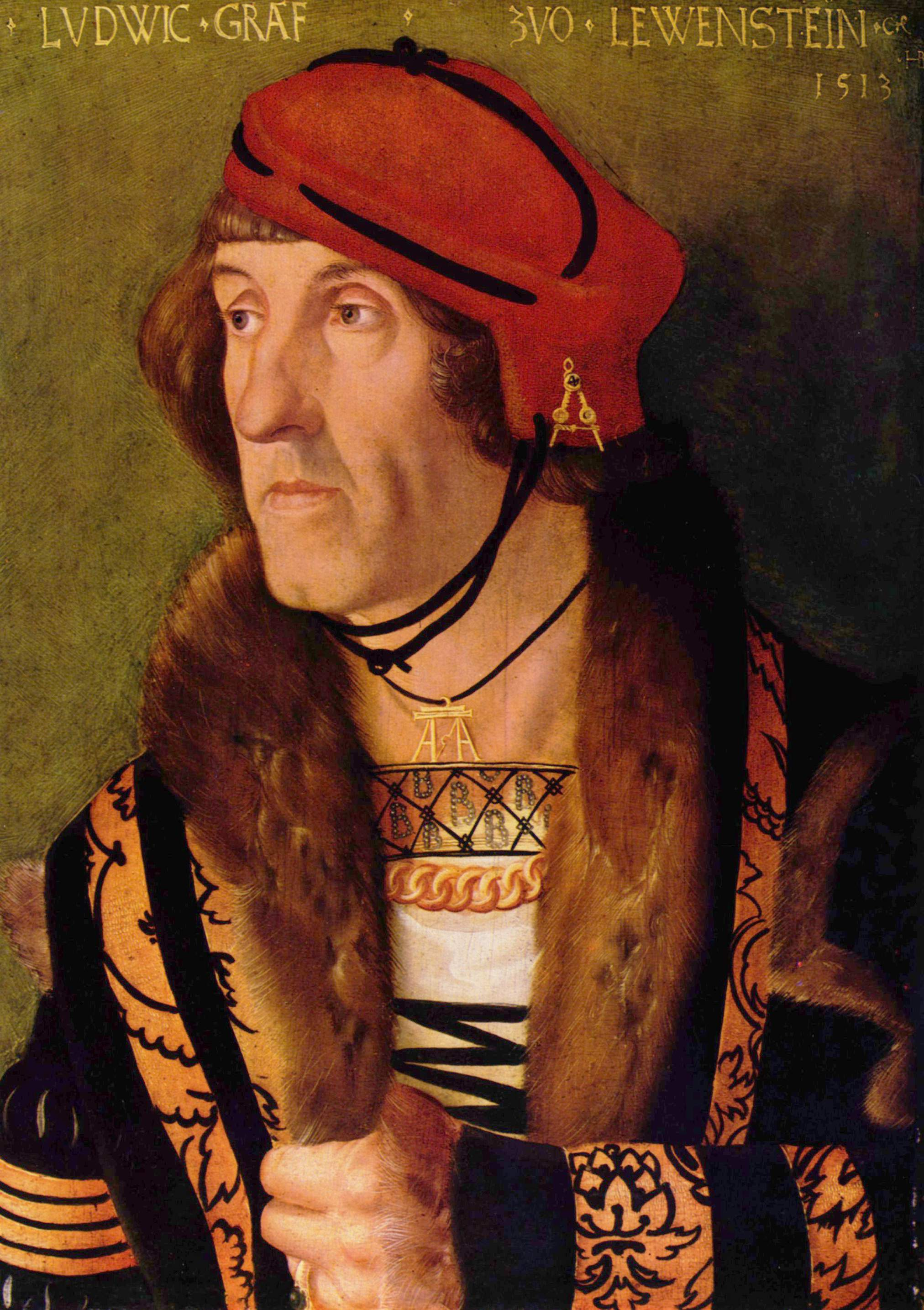
レーヴェンシュタイン伯ルートヴィヒ1世（1463年 - 1523年）

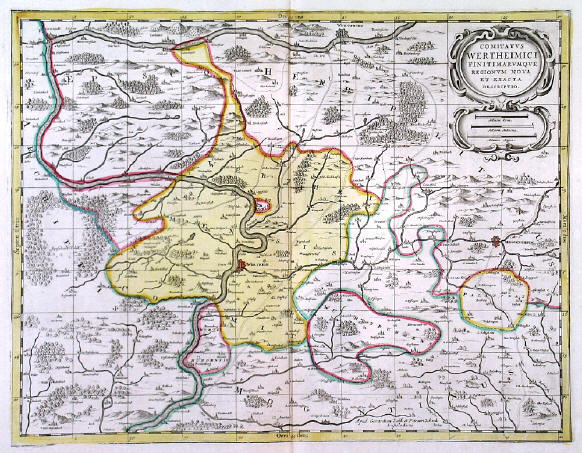
17世紀のヴェルトハイム伯領

レーヴェンシュタイン＝ヴェルトハイム家（Löwenstein-Wertheim）は、ドイツの上級貴族の家系。ヴィッテルスバッハ家のプファルツ選帝侯フリードリヒ1世を始祖とする。

## 歴史
プファルツ選帝侯家の三男だったフリードリヒ1世（無敵公）は、兄の選帝侯ルートヴィヒ4世の死後、その幼い一人息子フィリップの後見人となり、1451年にはフィリップを自分の養子にすると、自ら選帝侯位に就くという越権行為を犯した。選帝侯位を横領したフリードリヒは、後継者である甥フィリップのために生涯独身を貫くことを誓約した。
しかし、フリードリヒ1世は1459年頃にアウクスブルクの市民の娘クララ・トットと恋仲になり、2人の息子、フリードリヒ（1460年 - 1474年）とルートヴィヒ（1463年 - 1523年）をもうけ、1472年にはクララと貴賤結婚した。息子たちには当然ながら選帝侯家の相続権も家名を名乗る資格もないため、この結婚は問題にならなかった。
フリードリヒの成人した息子ルートヴィヒ1世は、個人資産としてノイシャルフェネック城（Burg Neuscharfeneck）とレーヴェンシュタインの所領を分与され、1494年には神聖ローマ皇帝マクシミリアン1世により帝国伯（Reichsgraf）の地位を与えられ、レーヴェンシュタイン伯となった。1510年のランツフート継承戦争（Landshuter Erbfolgekrieg）での敗北後、レーヴェンシュタイン伯領（Grafschaft Löwenstein）はヴュルテンベルク公爵の宗主権を認めさせられた。最初の本拠であるノイシャルフェネック城は後に放棄された。
ルートヴィヒ1世の孫ルートヴィヒ3世は、女子相続人との結婚によりヴェルトハイム伯領を継承し、一時的に失われていた帝国伯の地位を回復したうえ、家名をレーヴェンシュタイン＝ヴェルトハイムに改めた。
1597年、ルートヴィヒ3世は家内協定を定めて2人の息子に領土を分割相続させることを決めた。この家内協定は2人の息子たちが宗教改革において異なる宗派を信奉していたことが原因だった。こうして、レーヴェンシュタイン＝ヴェルトハイム家はルター派信徒のフィルネブルク系と、カトリック信徒のローヒェフォルト系に分裂した。2つの系統は1597年の領土分割に際し、家領を構成する複数の伯爵領の地域区分を度外視して領土の分割線を引いたため、異常なまでに領国の統治・経営が難しくなった。
カトリック信徒であるローヒェフォルト系は宗派を同じくするハプスブルク家とも親しく、1711年には帝国諸侯（ライヒスフュルスト）に陞爵した。フィルネブルク系は101年後の1812年にようやく侯爵に陞爵したが、これもひとえに同族のバイエルン王家の温情のおかげであった。
19世紀初頭までに、両系統は「名字の地」であるローヒェフォルト（現在のベルギー領ナミュール州ロシュフォール）とフィルネブルク（ラインラント＝プファルツ州マイエン＝コブレンツ郡）を失った。後に、カトリック系はローゼンベルクを本拠としてレーヴェンシュタイン＝ヴェルトハイム＝ローゼンベルク家と、ルター派系はフロイデンベルクを本拠としてレーヴェンシュタイン＝ヴェルトハイム＝フロイデンベルク家を称した。
フランス革命前夜、レーヴェンシュタイン＝ヴェルトハイム家の領土はマイン川流域、オーデンヴァルト、ボヘミア、プファルツ選帝侯領、アイフェル地方、オーストリア領ネーデルラント、アルザスに拡散していた。これらの領地は極めて狭小な所領の寄せ集めであり、また領地は2系統のそれぞれが領主としての権利を共有する形をとり続けている部分も多かった。
1803年の帝国代表者会議主要決議により、レーヴェンシュタイン＝ヴェルトハイム家はライン川左岸地域の領土を失い、代わりにマイン川下流域に補償領土をあてがわれた。この領地替えにより、同家の領土はより一体性のあるものになったが、独立領邦としての成長は叶わなくなった。1806年、同家の領土はライン同盟によって陪臣化（Mediatisierung）されのである。家領は6つの大領邦、バーデン大公国、ヴュルテンベルク王国、バイエルン王国、ヴュルツブルク大公国（Großherzogtum Würzburg）、フランクフルト大公国（Großherzogtum Frankfurt）、ヘッセン大公国の主権下に置かれた。1815年のウィーン会議による最終的な領土再編の結果、ヴュルツブルクとフランクフルトは消滅し、残り4国家がレーヴェンシュタイン＝ヴェルトハイム家領の主権者となった。ただし、ローゼンベルク系は18世紀よりボヘミアに莫大な所領を有しており、この領土は4国家ではなくオーストリア帝国の主権下にあった。
レーヴェンシュタイン＝ヴェルトハイム家はシュタンデスヘル身分となったが、1918年のドイツ革命に伴う共和制の出現でその身分も失った。同家の2系統は現在も続いており、ローゼンベルク系は1720年より所有するクラインホイバッハの城に、フロイデンベルク系はクロイツヴェルトハイム（バイエルン州マイン＝シュペサルト郡）の城にそれぞれ居住している。

## 歴代当主

### レーヴェンシュタイン伯
- 1494年 - 1523年 ルートヴィヒ1世（Ludwig I., 1463年 - 1523年）
- 1523年 - 1541年 フリードリヒ1世（Friedrich I., 1502年 - 1541年）

### レーヴェンシュタイン＝ヴェルトハイム伯
- 1541年 - 1611年 ルートヴィヒ3世（Ludwig III., 1530年 - 1611年）

1611年、レーヴェンシュタイン＝ヴェルトハイム伯家はフィルネブルク/フロイデンベルク系とローヒェフォルト/ローゼンベルク系に分裂する。

### レーヴェンシュタイン＝ヴェルトハイム＝フィルネブルク/フロイデンベルク家

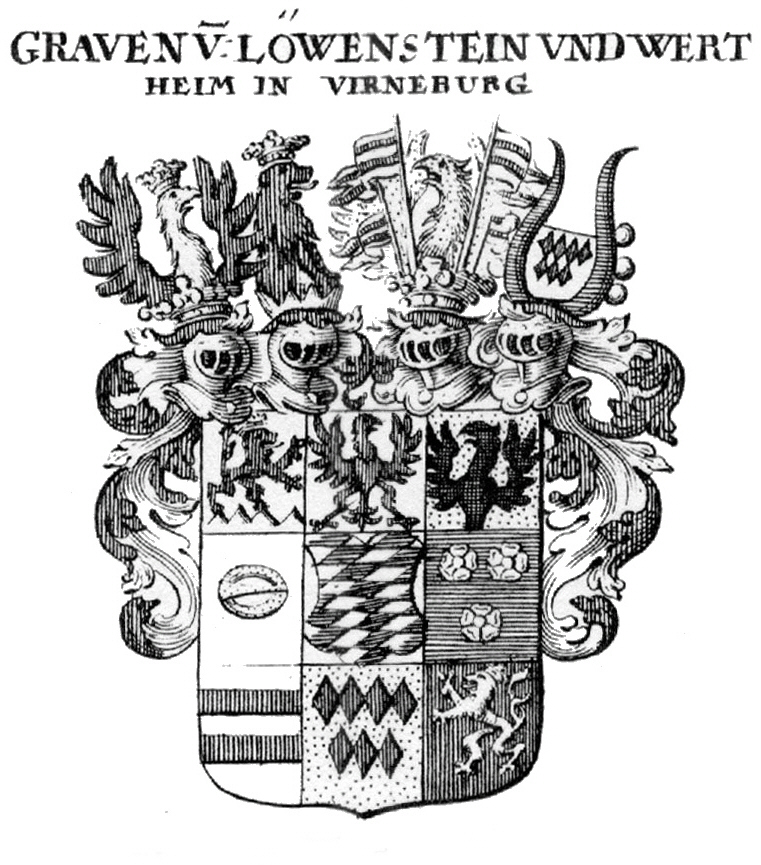
レーヴェンシュタイン＝ヴェルトハイム＝フィルネブルク/フロイデンベルク家の紋章

レーヴェンシュタイン＝ヴェルトハイム＝フィルネブルク伯
- 1611年 - 1618年 クリストフ・ルートヴィヒ（Christoph Ludwig, 1568年 - 1618年）
- 1618年 - 1657年 フリードリヒ・ルートヴィヒ（Friedrich Ludwig, 1598年 - 1657年）
- 1657年 - 1683年 フリードリヒ・エーバーハルト（Friedrich Eberhard, 1629年 - 1683年）
- 1683年 - 1721年 ハインリヒ・フリードリヒ（Heinrich Friedrich, 1682年 - 1721年）

フィルネブルク/フロイデンブルク系は長子相続制を確立しなかったため、ハインリヒ・フリードリヒの5人の息子たちは家領を分割相続し、数多くの分家が創設されて、家門の勢威は衰えていった。
- 1721年 - 1790年 ヨハン・ルートヴィヒ・フォルラート（Johann Ludwig Volrath, 1705年 - 1790年）
- 1790年 - 1812年 ヨハン・カール・ルートヴィヒ（Johann Karl Ludwig, 1740年 - 1816年）

1812年、ヨハン・カール・ルートヴィヒはバイエルン王国の侯爵に陞爵する。
レーヴェンシュタイン＝ヴェルトハイム＝フロイデンベルク侯
- 1812年 - 1816年 ヨハン・カール・ルートヴィヒ（Johann Karl Ludwig, 1740年 - 1816年）
- 1816年 - 1855年 ゲオルク（Georg, 1775年 - 1855年）
- 1855年 - 1861年 アドルフ（Adolf, 1805年 - 1861年）
- 1861年 - 1887年 ヴィルヘルム（Wilhelm, 1817年 - 1887年）
- 1887年 - 1918年 エルンスト・アルバン・ルートヴィヒ（Ernst Alban Ludwig, 1854年 - 1931年）

1918年以後のレーヴェンシュタイン＝ヴェルトハイム＝フロイデンベルク家家長
- 1918年 - 1931年 エルンスト・アルバン・ルートヴィヒ（Ernst Alban Ludwig, 1854年 - 1931年）
- 1931年 - 1980年 ウード（Udo, 1896年 - 1980年）
- 1980年 - 2010年 アルフレート・エルンスト（Alfred Ernst, 1924年 - 2010年）
- 2010年 -        ルートヴィヒ（Ludwig, 1951年 - ）

### レーヴェンシュタイン＝ヴェルトハイム＝ローヒェフォルト/ローゼンベルク家

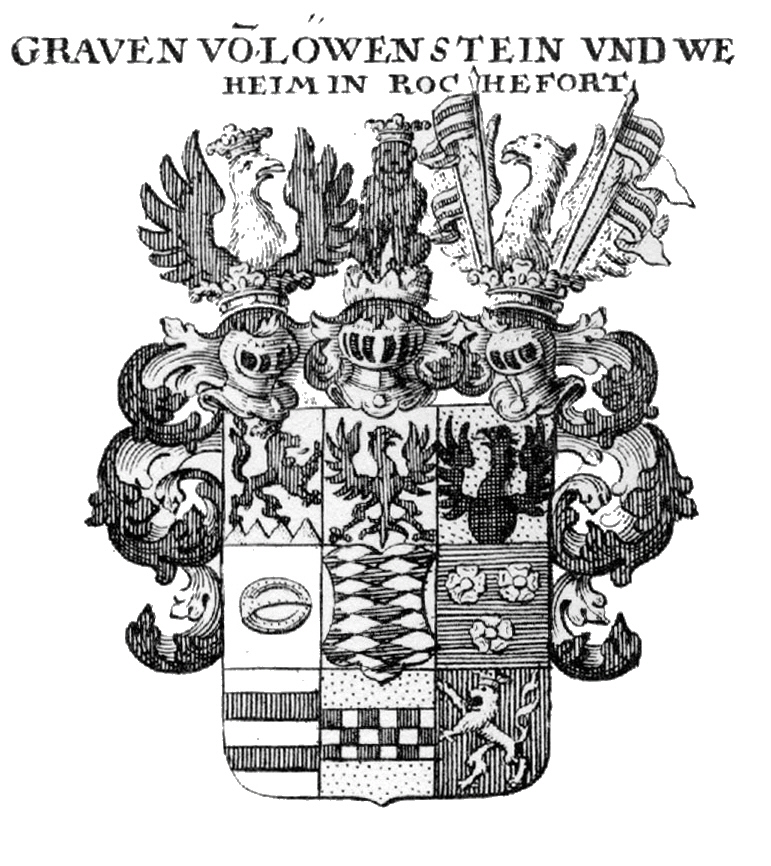
レーヴェンシュタイン＝ヴェルトハイム＝ローヒェフォルト/ローゼンベルク家の紋章

レーヴェンシュタイン＝ヴェルトハイム＝ローヒェフォルト伯
- 1611年 - 1644年 ヨハン・ディートリヒ（Johann Dietrich, 1585年 - 1644年）
- 1644年 - 1672年 フェルディナント・カール（Ferdinand Karl, 1616年 - 1672年）
- 1672年 - 1711年 マクシミリアン・カール（Maximilian Karl, 1656年 - 1718年）

1711年、マクシミリアン・カール・アルブレヒトは帝国諸侯に陞爵する。
レーヴェンシュタイン＝ヴェルトハイム＝ローヒェフォルト侯
- 1711年 - 1718年 マクシミリアン・カール（Maximilian Karl, 1656年 - 1718年）
- 1718年 - 1735年 ドミニク・マルクヴァルト（Dominik Marquard, 1690年 - 1735年）
- 1735年 - 1789年 カール・トマス（Karl Thomas, 1714年 - 1789年）
- 1789年 - 1814年 ドミニク・コンスタンティン（Dominik Konstantin, 1762年 - 1814年）

レーヴェンシュタイン＝ヴェルトハイム＝ローゼンベルク侯
- 1814年 - 1849年 カール・トマス（Karl Thomas, 1783年 - 1849年）
- 1849年 - 1908年 カール・ハインリヒ（Karl Heinrich, 1834年 - 1921年）
- 1908年 - 1918年 アロイス（Aloys, 1871年 - 1952年）

1918年以後のレーヴェンシュタイン＝ヴェルトハイム＝ローゼンベルク家家長
- 1918年 - 1952年 アロイス（Aloys, 1871年 - 1952年）
- 1952年 - 1990年 カール（Karl, 1904年 - 1990年）
- 1990年 -        アロイス・コンスタンティン（Alois Konstantin, 1941年 - ）